# Bussy (Cher)
Bussy is een gemeente in het Franse departement Cher (regio Centre-Val de Loire) en telt 370 inwoners (2005). De plaats maakt deel uit van het arrondissement Saint-Amand-Montrond.

## Geografie
De oppervlakte van Bussy bedraagt 27,3 km², de bevolkingsdichtheid is 13,6 inwoners per km².
De onderstaande kaart toont de ligging van Bussy (Cher) met de belangrijkste infrastructuur en aangrenzende gemeenten.

## Demografie
Onderstaande figuur toont het verloop van het inwonertal (bron: INSEE-tellingen).